# Lucien Biart
Lucien Biart, né le 21 juin 1828 à Versailles en France et mort le 18 mars 1897  aux Batignolles (Paris 17e) en France, est un écrivain français,.

## Biographie
Lucien Biart s'embarque à l'âge de dix-huit ans pour le Mexique, s'occupe de zoologie et adresse au Muséum d'Histoire Naturelle de Paris de nombreuses collections d'insectes et d'oiseaux. Reçu professeur de botanique, de chimie et de physique par l'Académie de médecine de Puebla, il fait partie de la Commission scientifique du Mexique et fut décoré de l'Ordre de Notre-Dame de Guadalupe par l'empereur Maximilien. Lors du renversement du régime, ses biens sont confisqués en 1867 et il regagna la France.
Auparavant, dans des petits ouvrages, comme La Terre Chaude, La Terre tempérée, il décrit les mœurs et la nature du Mexique. Par ailleurs, correspondant de la société nationale d'anthropologie, il pratique des fouilles dans la grotte d'Escamala, rassemblé des antiquités, dont des statues de pierre qui ont fait partie des collections du Musée de l'Homme.
Rentré en France après une absence d'une vingtaine d'années, Lucien Biart publie dans plusieurs revues, notamment dans la Revue des Deux-Mondes, des récits de voyages et des romans dont les sujets sont, pour la plupart, empruntés aux mœurs de l'Amérique du Sud et du Mexique. Il rédige, de 1871 à 1876, le feuilleton dramatique et littéraire du journal La France, auquel il doit renoncer pour cause de santé. Il écrit également divers récits à l'usage de l'enfance et de la jeunesse, publiés en particulier dans le Magasin d'éducation et de récréation, la revue pour l'enfance éditée par Pierre-Jules Hetzel.

## Œuvres
- Les Mexicaines (poésies, 1853)
- Présent et passé (poésies, 1859)
- La Terre Chaude (1862) lire en ligne sur Gallica
- La Terre Tempérée (1866)
- Le Bizeo (1867)
- Benito Vasquez (1869)
- Pile et Face (1870)
- Laborde et Cie (1872)

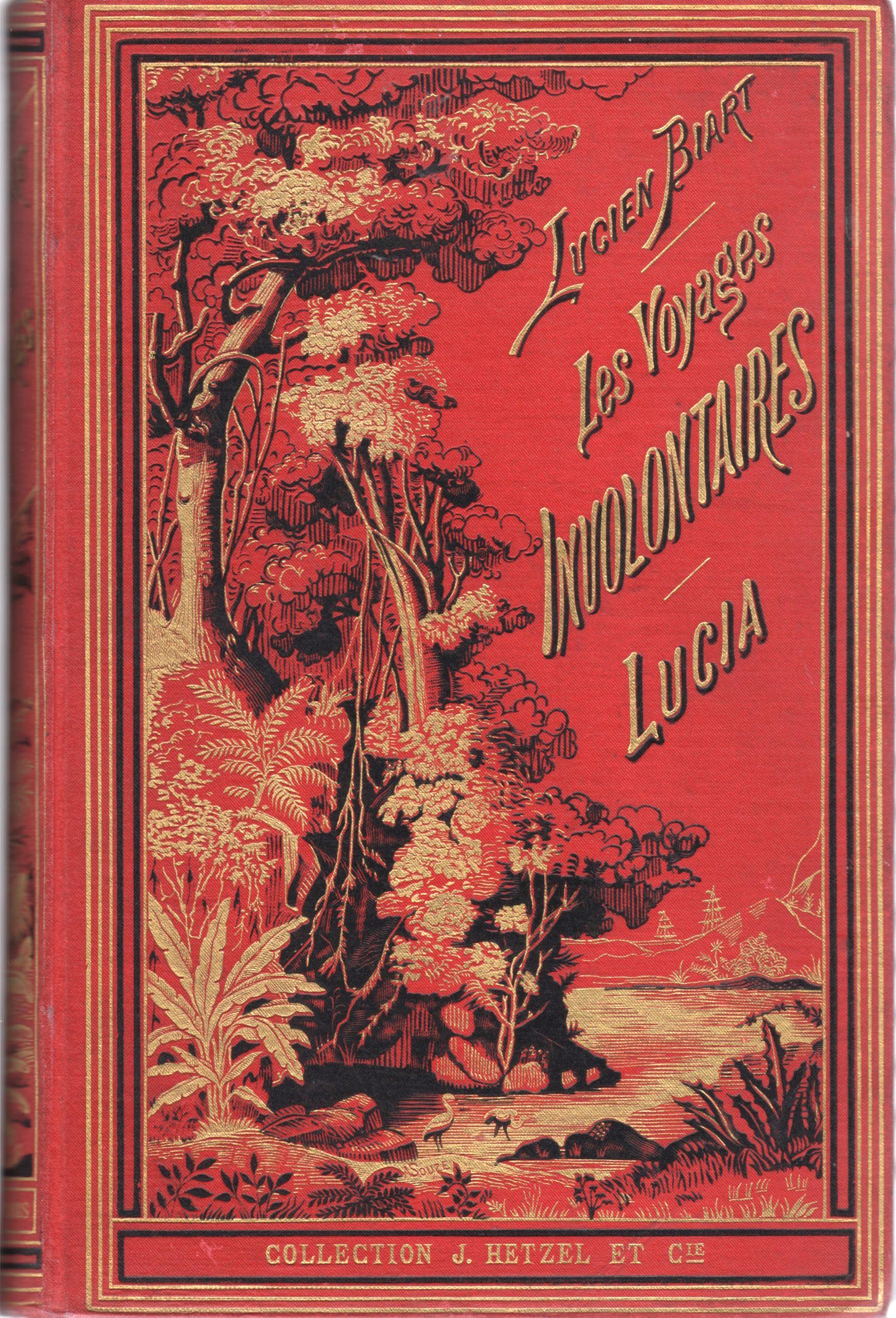
Couverture du roman "Lucia Avila" de Lucien Biart

- Les Clientes du docteur Bernagius (1878) lire en ligne sur Gallica
- L'Eau Dormante (1875)
- À travers l'Amérique (1876)

Prix Montyon de l’Académie française 1877
- La Capitana (1877)
- Les Ailes Brûlées (1879)
- Jeanne de Maurice (1880)
- Le Pensativo (1884)
- Une traduction de Don Quichotte, 4 vol in-18. précédée d'une longue étude qui fut la dernière œuvre de Prosper Mérimée
- Les Aztèques (1885), livre d'histoire, faisant partie de la Bibliothèque Ethnologique, publiée à la librairie Hennuyer, sous la direction de M. de Quatrefages et du Dr Hamy (1885).
- Quand j'étais petit (1886)
- La Conquête d'une patrie. Le Pensativo, A. Hennuyer, 1895

Prix Sobrier-Arnould de l’Académie française
et les livres pour la jeunesse : 
- Aventures d'un jeune naturaliste au Mexique (paru dans le Magasin d'éducation et de récréation, en feuilleton, de 1868 à 1869, puis en roman en 1869)
- Entre Frères et Sœurs (1872)
- Aventures de deux enfants dans un parc (1877)
- Deux amis (1877)
- Un voyage involontaire  (1879)
- La Frontière indienne (1880)
- L'homme et son berceau (1880)
- Le Secret de José (1881)
- Lucia Avila (1882)
- Entre deux Océans (1882)
- Le Roi des prairies (1883)
- Le Fleuve d'Or (1884)
- Grand-père Maxime (1887)
- Pierre Robinson et Alfred Vendredi (1892)
- Les voyages involontaires  (1892)